# Erlinsbach, Aargau
Erlinsbach (schweizertyska: Äärlischbach) är en kommun i distriktet Aarau i kantonen Aargau, Schweiz. Kommunen har 4 563 invånare (2023).
Kommunen utgör den östra hälften av orten Erlinsbach. Den västra hälften ligger i kommunen med samma namn i grannkantonen Solothurn.